# Mike Grose
Mike Grose (20. století?, Spojené království – březen 2019?) byl britský baskytarista, bývalý člen rockové skupiny Queen.

## Přijetí do kapely
Začátkem roku 1970 se odchodem zpěváka a baskytaristy Tima Staffella rozpadli Smile. Zbylí členové Brian May a Roger Taylor zakládali novou kapelu Queen a potřebovali zpěváka a baskytaristu. Na post zpěváka přijali Freddieho Mercuryho (tehdy známého pod rodným jménem Farrokh Bulsara).
Na místo baskytaristy uspořádali konkurz, na který se přihlásilo několik zájemců. Roger Taylor na něj z Cornwallu do Londýna pozval i Mika Grose, který byl v červnu 1970 přijat jako první baskytarista Queen. Kapele předal nějaké návrhy, jak by mohlo vypadat jejich tehdy připravované debutové album Queen a byl jim inspirací pro pozdější tvorbu.
V sestavě nebyl dlouho. Již v srpnu roku 1970 Queen opustil a za pár měsíců se tak z Londýna vrátil zpět do Cornwallu, kde začal podnikat v autodopravě. Následně kapela přijala Barryho Mitchela a poté Douga Bogieho. Stálou pozici baskytaristy si vybudoval až John Deacon.
| „           | Patří mu naše vděčnost za to, že nám pomohl udělat první kroky. | “ |
| — Brian May |                                                                 |   |

## Smrt
Mike Grose nebyl nikdy středem pozorností médií. O tom vypovídá i jeho neznámé datum narození a dohady o přesném datu úmrtí. O jeho smrti se veřejnost dozvěděla téměř ihned reakcemi spoluhráčů z kapely. Brian May po jeho smrti o něm napsal na Instagram: „Patří mu naše vděčnost za to, že nám pomohl udělat první kroky.“
Česká média na toto téma začala psát až přibližně 20 dní poté, co začátkem března 2019 zemřel.